# Pseudotriphyllopsis inseriata
Pseudotriphyllopsis inseriata es una especie de coleóptero de la familia Mycetophagidae.

## Distribución geográfica
Habita en Shaanxi (China).